# Terraza (Guadalajara)
Terraza es una localidad española del municipio de Corduente, perteneciente a la provincia de Guadalajara, en la comunidad autónoma de Castilla-La Mancha.

## Historia
A mediados del siglo XIX, el lugar, por entonces perteneciente al distrito municipal de Valsalobre, tenía contabilizada una población de 31 habitantes.  Aparece descrito en el decimocuarto volumen del Diccionario geográfico-estadístico-histórico de España y sus posesiones de Ultramar de Pascual Madoz de la siguiente manera:

TERRAZA: l. del distr. municipal de Valsalobre en la prov. de Guadalajara (21 leg.), part. jud. de Molina (1), aud. terr. de Madrid (31), c. g. de Castilla la Nueva, dióc. de Sigüenza (10). sit. en llano á la márg. izq. del r. Gallo, con buena ventilacion y clima sano. Tiene 20 casas y una igl. aneja de la de Ventosa. Confina el térm. con los de Cañizares, Ventosa, Valsalobre y Castillote. El terreno fertilizado por el r. Gallo, es llano y de buena calidad. caminos: los locales, de herradura y algunos transitables para carruajes, todos en buen estado. correo: se recibe y despacha en la cab. del part. prod.: trigo, cebada, centeno, avena, legumbres, leñas de combustibles y carboneo, y buenos pastos, con los que se mantiene ganado lanar, vacuno y mular para la agricultura. pobl.: 12 vec., 31 alm. cap. prod.: 593,300 rs. imp.: 17,800. contr. 724.
(Madoz, 1849, p. 749)

En 2023 tanto la entidad singular de población como el núcleo de población de Terraza, pertenecientes al municipio de Corduente, tenían empadronados 3 habitantes.

## Demografía
| Gráfica de evolución demográfica de Terraza entre 1842 y 1960 |
| |
| Población de derecho según los censos de población del INE Población de hecho según los censos de población del INEEntre el censo de 1857 y el anterior, crece el término del municipio porque incorpora a Teroleja, Valsalobre y Ventosa Entre el censo de 1970 y el anterior, este municipio desaparece porque se integra en el municipio Corduente |

## Patrimonio
Cuenta con un templo románico, la iglesia de San Andrés.